# Grindenschwarzwald und Enzhöhen
Grindenschwarzwald und Enzhöhen ist die naturräumliche Haupteinheit Nr. 151 in der Großlandschaft Schwarzwald im Südwestdeutschen Stufenland gemäß der Systematik des Handbuchs der naturräumlichen Gliederung Deutschlands.

## Lage
Der Naturraum umfasst die dünn besiedelten Hochlagen des Nordschwarzwaldes von Alpirsbach im Süden bis Bad Herrenalb im Norden. Die bestimmenden Fließgewässersysteme des Naturraums sind die von Murg und Enz.
Nach Norden und Osten grenzen sie an die Schwarzwald-Randplatten (Haupteinheit Nr. 150), im Süden an den Mittleren Schwarzwald (Nr. 153) und im Westen an den Nördlichen Talschwarzwald (Nr. 152).

### Ortschaften im Naturraum
Folgende Städte und Ortschaften (von Nordwesten nach Südosten) liegen mit ihrem Ortszentrum oder größeren Flächenanteilen im Naturraum (unvollständige Aufzählung):
- Bad Herrenalb samt Stadtteil Gaistal
- Dobel
- Höfen an der Enz
- Gernsbach (Höhengebiet im Südosten)
- Loffenau (Höhengebiet im Osten)
- Bad Wildbad mit allen Stadtteilen
- Oberreichenbach (Flächen im Westen mit Gesteinen unterhalb des Oberen Buntsandsteins)
- Neuweiler (Flächen im Nordwesten mit Gesteinen unterhalb des Oberen Buntsandsteins)
- Forbach
- Enzklösterle und Gompelscheuer
- Baiersbronn mit allen Ortsteilen
- westlicher Stadtkern von Freudenstadt und Stadtteile Kniebis, Christophstal und Zwieselberg
- Loßburg: Ortsteile Schömberg und Ödenwald

## Beschreibung
Der Naturraum umfasst im Wesentlichen die vom Mittleren und Unteren Buntsandstein bestimmten Hochlagen des Nordschwarzwaldes. Im Mittleren Murgtal stehen die Magmatite des Grundgebirges an. Die Landschaft ist überwiegend bewaldet und dünn besiedelt. Die einzigen größeren Stadte und Gemeinden sind Bad Herrenalb und Bad Wildbad im Norden sowie Baiersbronn und Freudenstadt im Süden. Ansonsten befinden sich im Naturraum hauptsächlich Einzelgehöfte und kleinere, aus Straßendörfern und Streusiedlungen hervorgegangene Ortschaften in den Tallagen. Charakteristisch für den Naturraum sind neben den großflächigen, geschlossenen Waldbeständen insbesondere die „Grinden“ genannten Feuchtheiden sowie Hochmoore und Missen. Zahlreiche Karseen sind Spuren eiszeitlicher Gletscherbildungen. Der bekannteste ist der Mummelsee an der Hornisgrinde.
An der Kleinen Kinzig und am Schwarzenbach wurden zwei größere Talsperren errichtet.
Im Grindenschwarzwald befinden sich die höchsten Erhebungen des Nordschwarzwalds, darunter im Höhenzug zwischen der Rheinebene und dem Murgtal die Hornisgrinde (1163 m ü. NHN), der Vogelskopf (1056 m ü. NHN), der Hohe Ochsenkopf (1055 m ü. NHN), der Schliffkopf (1054 m ü. NHN), der Hochkopf (1038 m ü. NHN) und der Pfälzerkopf (1014 m ü. NHN) sowie als höchster Punkt im Höhenzug zwischen Murg- und Enztal der Hohloh (988 m ü. NHN).
Im Westen schließen die stärker von den paläozoischen Magmatiten bestimmte Talschwarzwald an, im Norden und Osten grenzt sich der Grindenschwarzwald gegen die vom oberen Buntsandstein bestimmten Randplatten ab.

## Naturräumliche Gliederung
Der Naturraum Grindenschwarzwald und Enzhöhen gliedert sich wie folgt:
- 151 Grindenschwarzwald und Enzhöhen
  - 151.0 Grindenschwarzwald
    - 151.00 Kniebisstock[7]
    - 151.01 Grinden des oberen Murgtals[8]
    - 151.02 Grinden des mittleren Murgtals

  - 151.1 Enzhöhen
    - 151.10 Enzriedel
    - 151.11 Enzmissen
    - 151.12 Herrenalber Berge

## Schutzgebiete
Das bedeutendste Schutzgebiet im Naturraum ist der Nationalpark Schwarzwald, der zu etwa 90 % innerhalb des Naturraums liegt.
Neben dem Nationalpark ist insbesondere der Schutzgebietskomplex Kaltenbronn mit Naturschutzgebiet, Schon- und Bannwäldern auf etwa 17 km² von Bedeutung. Ein weiteres größeres Naturschutzgebiet ist das Eyach- und Rotenbachtal als typisches Schwarzwaldtal.
Die bedeutendsten FFH-Gebiete im Naturraum sind die Gebiete Wilder See – Hornisgrinde und Oberes Murgtal, Kaltenbronner Enzhöhen, Eyach oberhalb Neuenbürg, und Kleinenztal mit Schwarzwaldrandplatten. Ein großer Teil des Naturraums wurde zudem als europäisches Vogelschutzgebiet Nordschwarzwald gemeldet. Insgesamt beträgt der Anteil von Natura-2000- und Naturschutzgebieten inklusive Nationalpark am Naturraum etwa 40 %.
Der Naturraum liegt zudem vollständig im Naturpark Schwarzwald Mitte/Nord.